# Gerlinde Winter
Gerlinde Winter (geboren 1. Januar 1950) ist eine deutsche Juristin. Sie war von 1989 bis 2015 Richterin am Bundespatentgericht in München.

## Leben
Seit 1. September 1989 ist Winter Richterin am Bundespatentgericht. Bis 1996 war sie rechtskundiges Mitglied im 30. Senat, einem Marken-Beschwerdesenat. Von 1997 bis 1999 war sie Mitglied im 4. Senat, einem juristischen Beschwerde- und Nichtigkeitssenat. 2000 war sie Mitglied im 10. Senat, einem juristischen Beschwerdesenat. Von 2001 bis 2013 war sie Mitglied und ständige Vertreterin des Vorsitzenden Richters im 30. Senat, in dem sie zuvor nur ordentliches Mitglied war, und von 2014 bis 2015 im 34. Senat, einem technischen Beschwerdesenat. Während ihrer Richtertätigkeit war sie zudem regelmäßige Vertreterin des rechtskundigen Mitglieds im 21. Senat, im 34. Senat und im 14. Senat, alles rechnische Beschwerdesenate.
Winter wurde 2015 in den Ruhestand verabschiedet.